# Cercle des nageurs calédoniens
Pour les articles homonymes, voir CNC.
Le Cercle des nageurs calédoniens (couramment abrégé en CNC) est un club de natation français fondé en 1963. Le club nouméen est présidé par Jean-Claude Robin depuis le 26 novembre 2004. 
Le club dispose d'un bassin de 25 m dans la piscine du CNC inaugurée le 6 janvier 1966 dans le quartier de l'Orphelinat à Nouméa, et a également accès à la piscine municipale Jacques-Mouren du Ouen-Toro qui comprend un bassin olympique de 50 m éclairé et chauffé.

## Histoire
Le Cercle des nageurs calédoniens est fondé en 1963 par Jacques Mouren (1918-1999), Jean-Claude Legras (né en 1935) et Henri Daly (1918-2007), nageurs néo-calédoniens qui souhaitent créer une bonne infrastructure pour s'entraîner et développer la natation de compétition après un mauvais résultat aux Jeux du Pacifique Sud de 1963 aux Fidji. Jacques Mouren est le premier président d'un club qui se réunit pour la première fois le 2 décembre 1963 et fait du porte-à-porte pour rechercher les financements de la construction d'une piscine (à l'origine prévue avec un bassin d'eau salée) auprès de la population. Finalement, la mission menée par le président du Cercle des nageurs de Marseille François Oppenheim, à la demande du ministre des Sports Maurice Herzog pour faire un rapport sur les installations sportives néo-calédoniennes en vue de l'organisation des Jeux du Pacifique de 1966, permet au CNC d'obtenir ses premières subventions de l'État à la condition que la piscine devait être remplie d’eau douce et dotée d’un système de filtration. Elle est inaugurée le 6 janvier 1966 par Maurice Herzog. Lors des Jeux qui se tiennent la même année à Nouméa, les nageurs du jeune club dominent cette fois la compétition avec 24 médailles d’or, 21 d’argent et 17 de bronze. Dès lors, et à chaque édition des Jeux du Pacifique, le CNC a confirmé sa domination.

## Palmarès
Le CNC a été classé 4e au Classement national des clubs (CNC) de la Fédération française de natation (FFN) en 2009, après avoir été 5e en 2006, 2007 et 2008. Il est 17e pour la saison 2010-2011, et 11e en 2011-2012. 

## Principaux sportifs
| Anciens - Marie-Josée KERSAUDY (FR. J.O Mexico) - Simone Hanner (FR.+ J.O Mexico) - Maria-Dolores Annewy (CH.FR 1968) - Diane Bui Duyet - Olivier Saminadin - Solenne Figuès - Reine-Victoria Weber - Maxime Grousset | Actuellement licenciés - Lara Grangeon - Hugo Tormento |

## Présidents
| Dates       | Nom                 |
| 1963 - 1974 | Jacques Mouren      |
| 1974 - 1983 | Jean-Claude Legras  |
| 1983 - 2000 | Jean-Pierre Pouilly |
| 2000 - 2004 | Jean-Paul Dahlia    |
| 2004 - 2014 | Jean-Claude Robin   |
| 2014 - 2024 | Valérie Lecamus     |
| depuis 2024 | Temaui Tehei        |